# Єнбекші (Жанібецький район)
Єнбекші́ (каз. Еңбекші) — село у складі Жанібецького району Західноказахстанської області Казахстану. Входить до складу Узункольського сільського округу.
Населення — 77 осіб (2021; 205 у 2009, 163 у 1999, 365 у 1989).